# Parastrophius vishwai
Parastrophius vishwai är en spindelart som beskrevs av Sarah Creecie Dyal 1935. Parastrophius vishwai ingår i släktet Parastrophius och familjen krabbspindlar.
Artens utbredningsområde är Pakistan. Inga underarter finns listade i Catalogue of Life.